# Chích Á Âu
Chích Á Âu (danh pháp hai phần: Phylloscopus collybita) là một loài chích lá. Loài này sinh sản ở rừng gỗ mở khắp phía bắc và xứ ôn đới châu Âu và châu Á. Nó là loài di cư vào mùa đông ở nam và Tây Âu, nam Á và bắc châu Phi. Nó có màu nâu hơi xanh lục phía trên và trắng nhờ phía ở dưới. Loài chim này ăn côn trùng, nó là con mồi của một số động vật có vú và chim săn mồi. Nó có một số phân loài, một số phân loài trong số đó nay được xem là loài riêng biệt. Chim mái xây tổ hình vòm trên hoặc gần mặt đất và đảm nhận việc ấp và nuôi chim con còn chim trống ít tham gia làm tổ nhưng bảo vệ lãnh thổ khỏi bị kẻ lạ xâm phạm và tấn công loài săn mồi. Loài chích này ăn côn trùng và bị săn bởi các loài thú có vú như mèo và mustelidae, và chim, đặc biệt là chim thuộc chi Accipiter. Nó cũng có thể bị các loài ký sinh trùng ăn bám.

## Phân loại
Nhà tự nhiên học Anh Gilbert White là một trong những người đầu tiên tách các loài chích Á Âu, chích liễu và chích rừng bởi tiếng hót của chúng, như nêu chi tiết trong tác phẩm năm 1789 The Natural History and Antiquities of Selborne, nhưng chích Á Âu được chính thức mô tả lần đầu với danh pháps Sylvia collybita bởi nhà điểu học Pháp Louis Vieillot năm trong tác phẩm năm 1817 của ông Nouveau Dictionnaire d'Histoire Naturelle.

## Hình ảnh

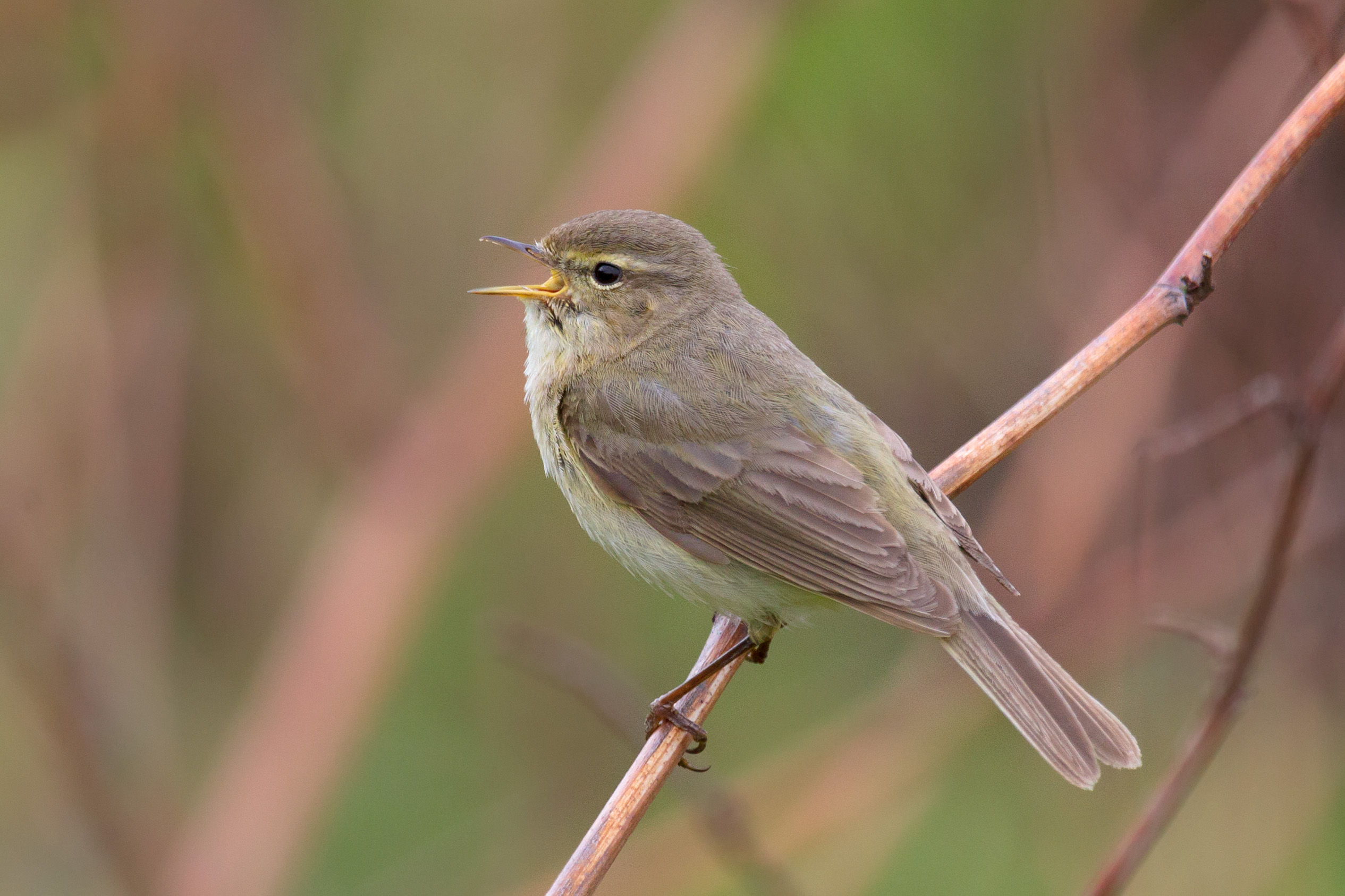
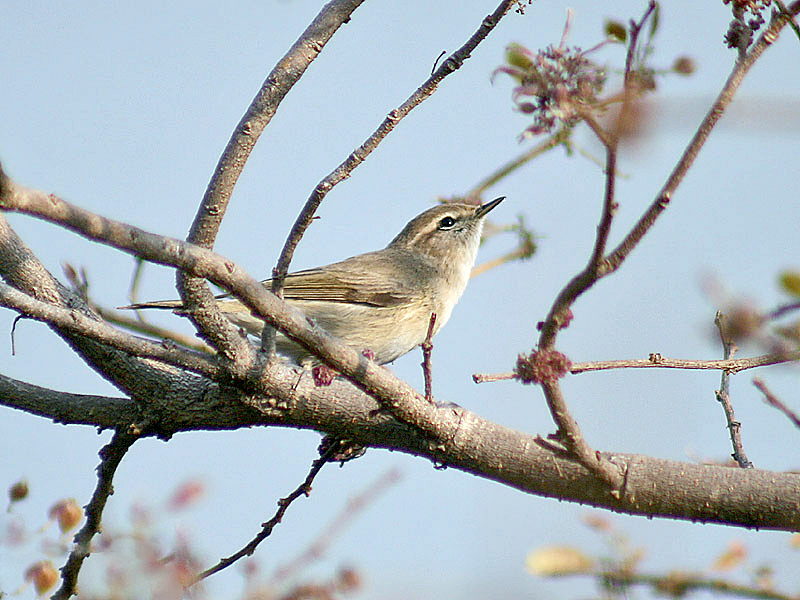
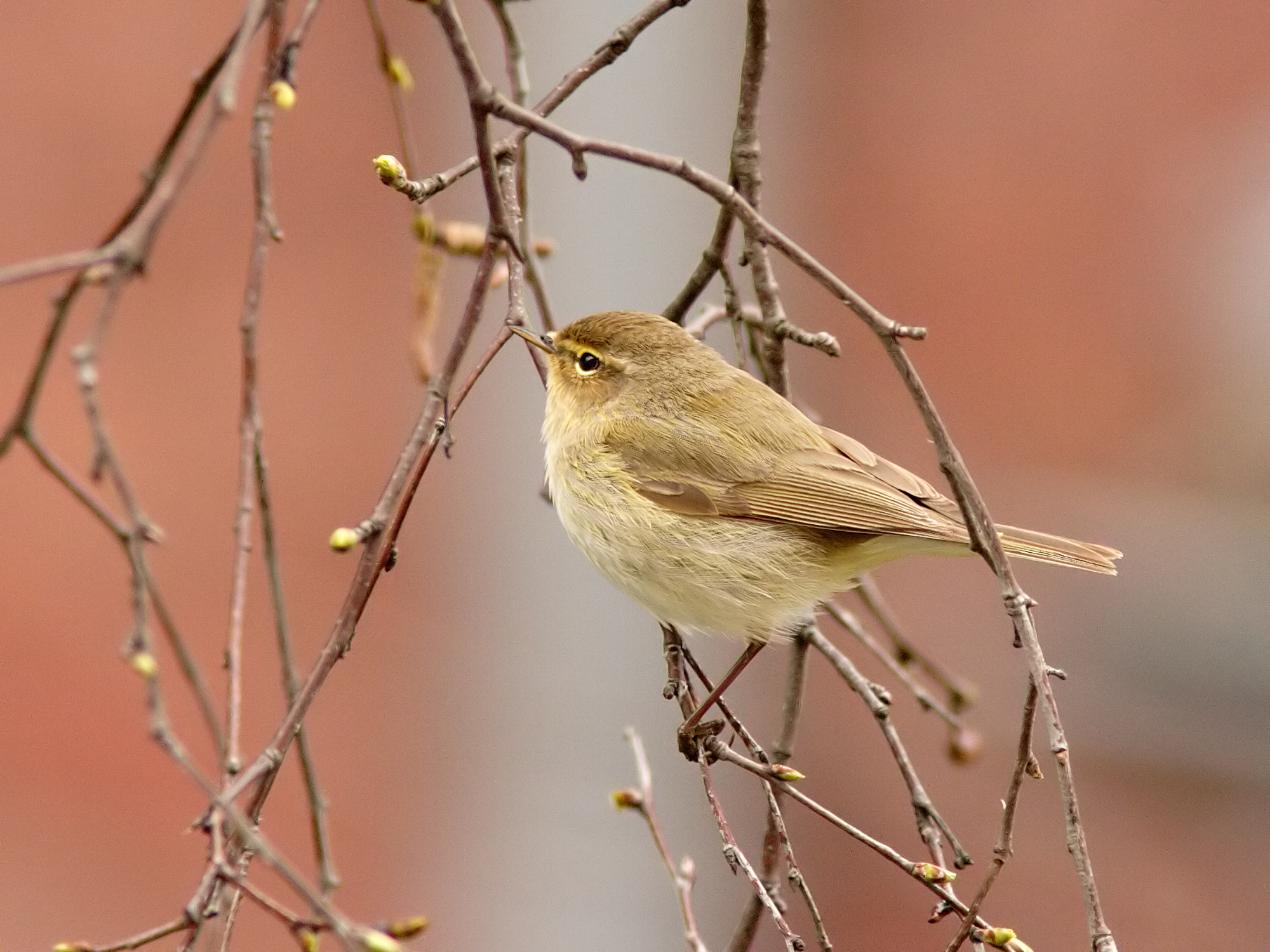
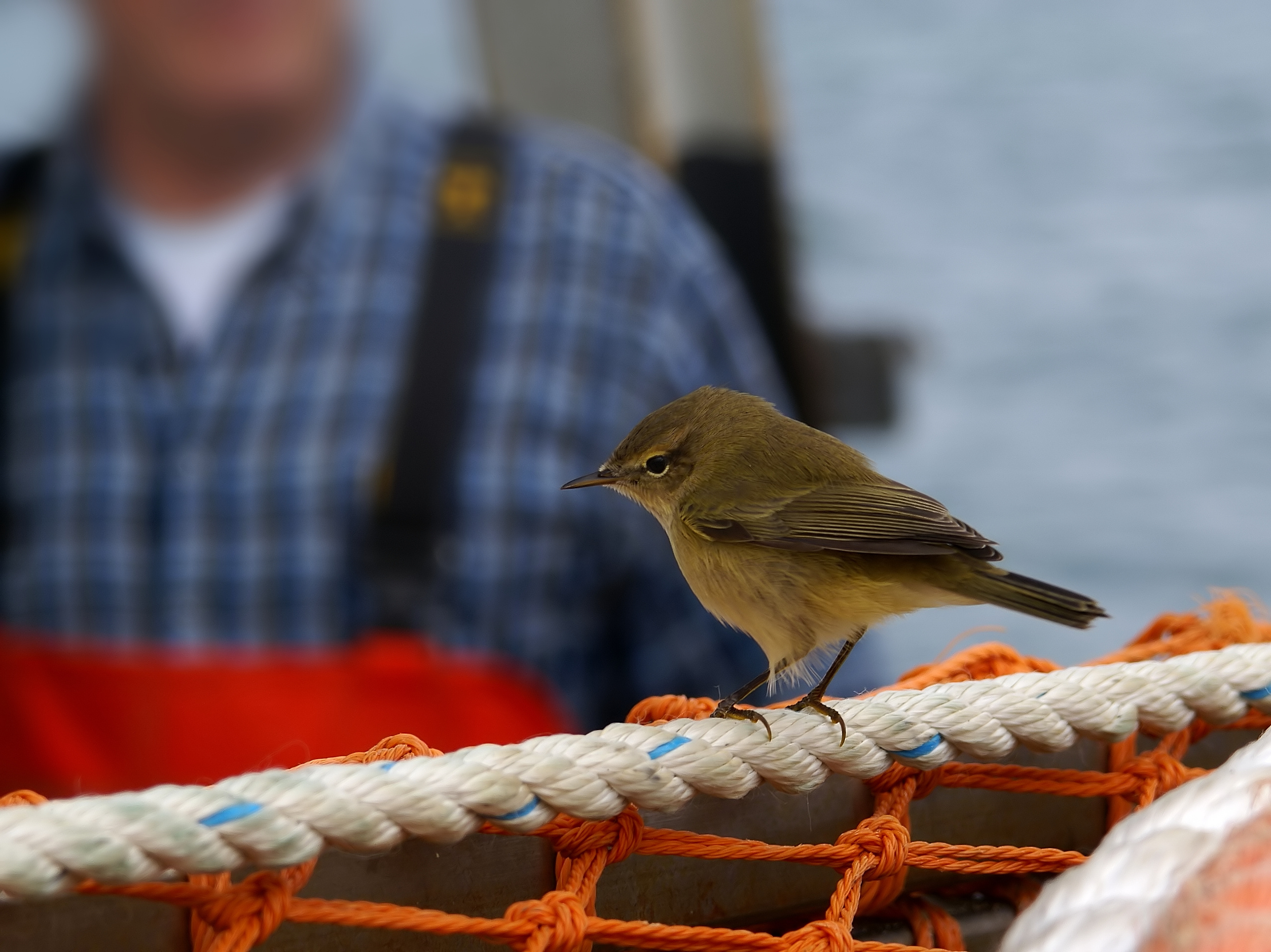
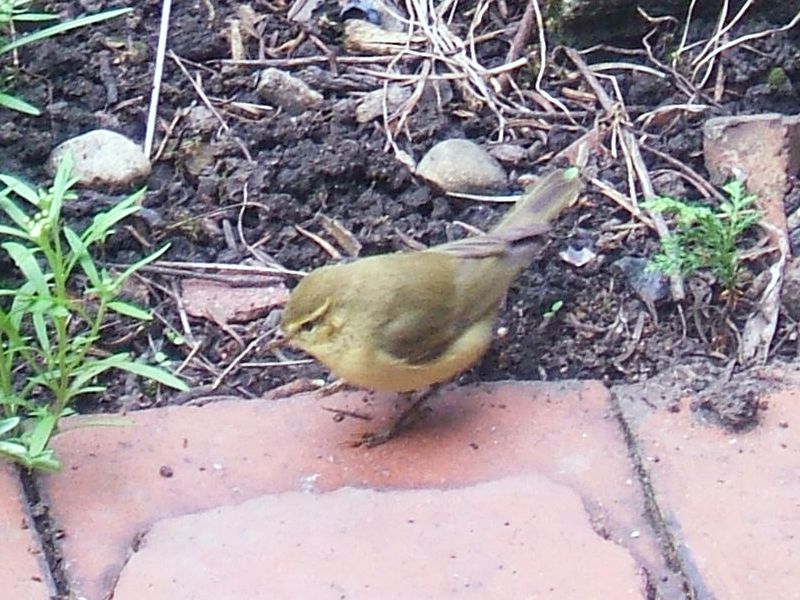
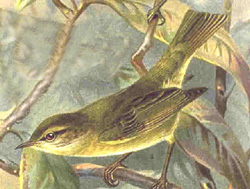
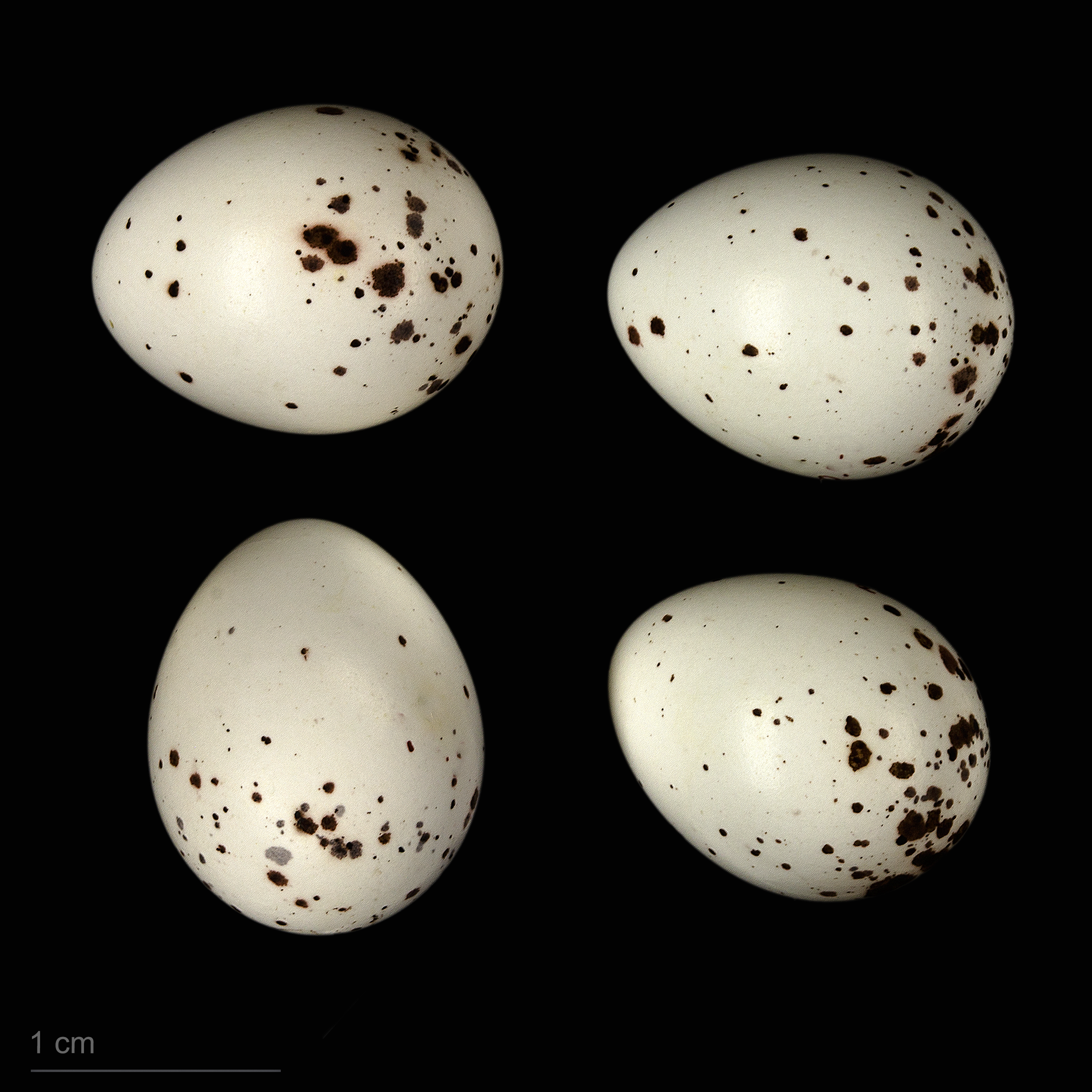
Phylloscopus collybita collybita